# Алешандру Алвеш ду Насіменту
Алешандру Алвеш ду Насіменту (порт.-браз. Alexandro Alves do Nascimento) більш відомий як Алекс Алвеш (порт.-браз. Alex Alves, нар. 30 грудня 1974 року, Кампу-Формозу — пом. 14 листопада 2012 року, Жау) — бразильський футболіст, нападник. Відомий за виступами за низку бразильських клубів та берлінську «Герту».

## Кар'єра

### Віторія Салвадор
У віці 13 років Алекс опинився у молодіжній команді «Віторії». У 18 років дебютував в основному складі клубу. Цього ж сезону Алекс забив 8 м'ячів у 23 матчах, завоював срібні медалі бразильської Серії А та отримав «Срібний м'яч». У 1994 році Алвеш став найкращим бомбардиром ліги Баїяно. 20 голів футболіста допомогли клубу здобути срібні медалі турніру.

### Палмейрас
Наступний сезон Алвеш розпочав у стані поточних чемпіонів країни — у «Палмейрасі». Команда захистила свій титул, проте Алвеш виступив слабко — лише два голи у 20 матчах. Наступні два сезони форвард провів у командах нижчих ліг бразильського футболу.

### Крузейро
В 1998 Алвеш був запрошений в «Крузейро». Спочатку йому відводилася роль дублера, проте форвард довів, що гідний місця в основному складі. У перший же рік Алекс допоміг клубу здобути південноамериканський Суперкубок і перемогти в Лізі Мінейро.
У 1999 році Алекс Алвеш став другим у списку бомбардирів чемпіонату (22 голи), поступившись пальмою першості Гільєрме Алвешу з «Атлетіко Мінейро» (28 голів). Сам клуб, незважаючи на гідний виступ у регулярному чемпіонаті (друге місце), вилетів на першій стадії плей-оф.

### Герта
1999 року Алвеш вперше залишив бразильський чемпіонат. Він підписав контракт із німецькою «Гертою». Сума операції склала 7,5 мільйонів доларів — найдорожчий трансфер за всю історію клубу. Німецька кар'єра Алвеша супроводжувалася травмами та скандалами. Одного разу він був затриманий поліцією за перевищення швидкості та керування автомобілем без посвідчення. У 2010 році журнал «Bild» включив трансфер Алвеша до 50 найгірших в історії Бундесліги .
Загалом у чемпіонаті Німеччини Алвеш відзначився 25 разів у 83 іграх, двічі здобувши Кубок німецької ліги. Також Алекс став автором найкращого голу німецького чемпіонату 2000 року.

### Повернення до Бразилії
Повернення на батьківщину було зумовлене сімейними проблемами — мати футболіста дуже хворіла. Новим клубом форварда став «Атлетіко Мінейро». У його складі Алвеш відзначився вісім разів за два сезони. Протягом наступних шести років Алвеш змінив шість команд, включаючи грецьку «Кавалу». 2010 року футболіст оголосив про завершення кар'єри.

## Хвороба і смерть
У 2007 році Алвешу було встановлено діагноз пароксизмальна нічна гемоглобінурія. Сам футболіст довгий час заперечував наявність у нього страшного захворювання. Як виявилося пізніше, у нього не вистачало грошей на дороге лікування. У жовтні 2012 року Алвешу було пересаджено кістковий мозок (донором виступив брат футболіста). 14 листопада футболіст помер від поліорганної недостатності, спричиненої наслідками операції.
Згідно із заповітом, тіло футболіста було кремоване. Керівництво «Віторії» взяло на себе усі витрати на поховання Алекса.

## Досягнення
Командні
- Чемпіонат штату Байя: 1992, 2005
- Чемпіон Бразилії: 1994
- Рекопа Південної Америки: 1998
- Чемпіон штату Мінейро: 1998
- Кубок німецької ліги: 2001, 2002
- Кубок штату Ріо: 2002
- Чемпіон штату Сеара: 2008

Особисті
- «Срібний м'яч»: 1993
- Найкращий бомбардир Ліги Баїяно: 1994
- Автор кращого голу року в Німеччині: 2000

## Особисте життя
Був одружений з підприємицею Наде Франца, яка у 2000 році народила дочку.

## Цікаві факти
- Часто після забитого гола виконував один із базових елементів капоейри — джингу.
- Алекш вів активне світське життя. Його часто можна було побачити у нічному клубі, у стильному одязі та з дорогими прикрасами.
- Був виключений із клубу «Форталеза» у зв'язку зі зайвою вагою.